# Gustav von Potworowski

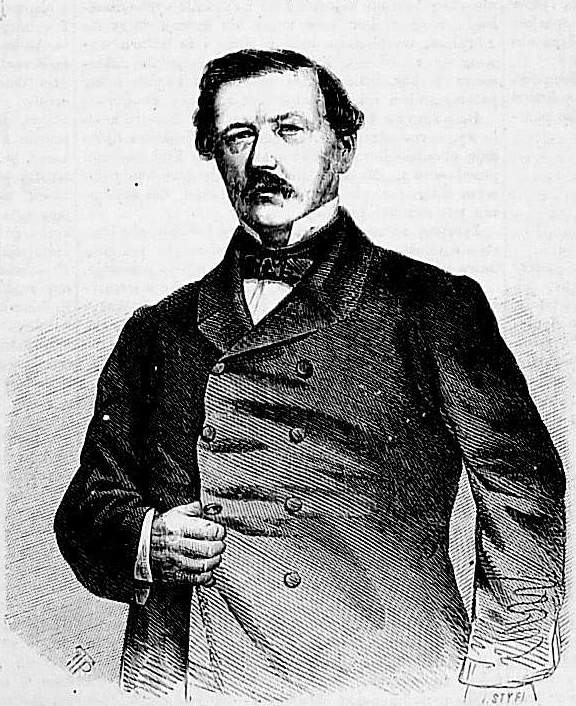
Graf Potworowski

Gustav Graf von Potworowski (* 3. Juni 1800 in Bielew, Kreis Kosten; † 23. November 1860 in Posen) war ein polnischer Rittergutsbesitzer und Politiker in Preußen. Er kämpfte für die Unabhängigkeit Polens.

## Leben
Nach dem Besuch des Gymnasiums in Posen, das er ohne Abschluss verließ, studierte er 1819–1822 an der Friedrich-Wilhelms-Universität Berlin und der Ruprecht-Karls-Universität Heidelberg Rechtswissenschaft. 1820 gehörte er zu den Stiftern des Corps Saxo-Borussia Heidelberg. 1823 wurde er Erbe des Ritterguts Gola in der Provinz Posen, das er seitdem bewirtschaftete.
Am Novemberaufstand von 1830/1831 nahm er als Leutnant teil. Zum Ende des Aufstands flüchtete er nach Preußen, wo gegen ihn Anklage erhoben und er in der Folge freigesprochen wurde. Ab 1831 gehörte er zu den führenden Persönlichkeiten der nationalpolnischen Bewegung. Im März 1848 war Begründer eines Nationalkomitees in Posen und Mitglied der geheimen Nationalregierung. Von 1848 bis 1850 war er Vorsitzender der Liga Polska.

## Parlamentarier in Preußen
Ab 1843 saß v. Potworowski im Provinziallandtag (Preußen) der Provinz Posen. 1847 gehörte er dem Ersten Vereinigten Landtag an. 1848 war er Abgeordneter zur Preußischen Nationalversammlung und von 1849 bis 1850 zur Ersten Kammer des Preußischen Landtags. Von 1852 bis 1855 saß er als Abgeordneter des Wahlkreises Posen 7 und von 1859 bis zu seinem Tod 1860 als Abgeordneter des Wahlkreises Posen 6 im Preußischen Abgeordnetenhaus. Er gehörte der Fraktion der polnischen Abgeordneten an, deren Präsident er von 1852 bis 1855 war.